# Lillhärdal
Lillhärdal ist ein Ort (Tätort) in der historischen Provinz Härjedalen und der Provinz Jämtlands län. Der Ort liegt etwa 35 Kilometer südwestlich von Sveg, dem Hauptort der Gemeinde Härjedalen, entfernt.
Bei Lillhärdal treffen die beiden Flüsse Blädjan und Härjån aufeinander. Auch die beiden Straßen Länsväg Z 504 und Z 574 treffen sich in Lillhärdal. Der Ort selber wird im Jahre 1407 in Zusammenhang mit einer Kircheneinweihung erstmalig erwähnt. Im 17. Jahrhundert nahmen hier die schwedischen Hexenprozesse ihren Ausgangspunkt. Im Jahr 2020 leben in Lillhärdal etwa 350 Personen – schon seit 1990 schwankt die Einwohnerzahl um die 400. 

## Bildergalerie

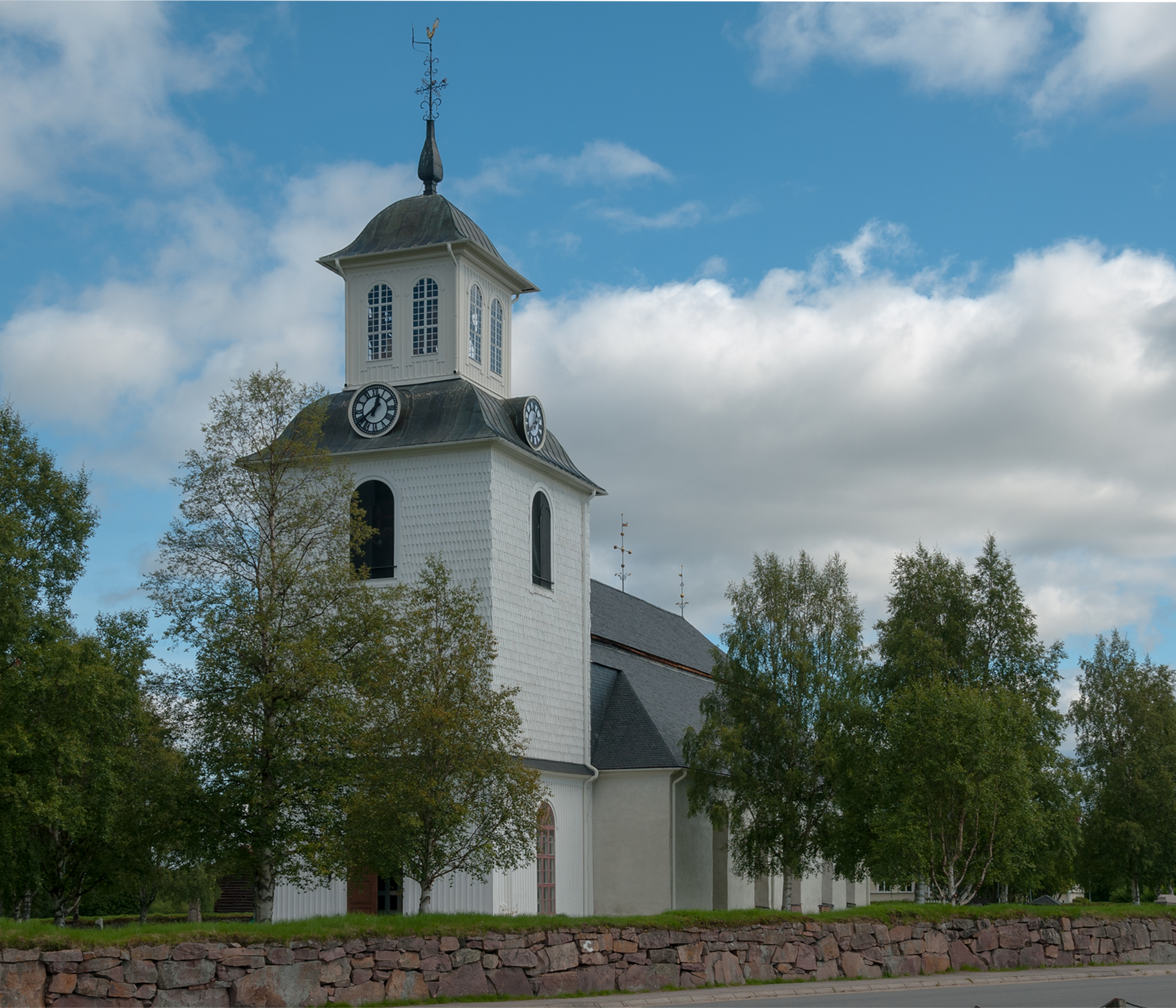
Kirche (2012)
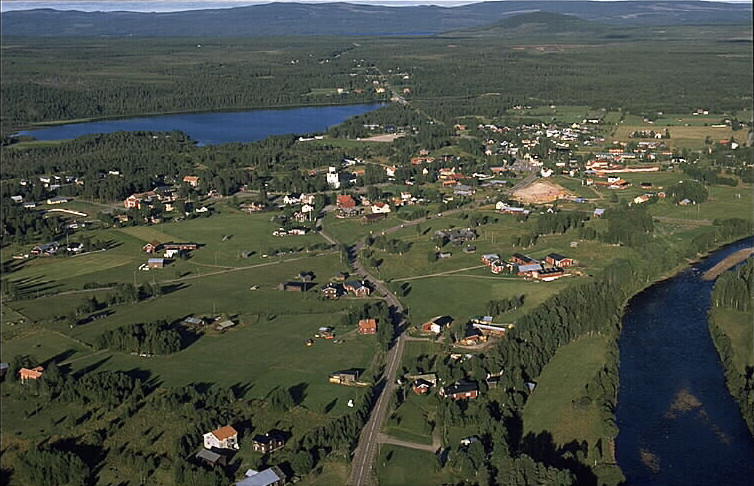
Luftaufnahme (1996)